# Diego López Díaz
Diego López Díaz (Xalapa, Veracruz, 13 de noviembre de 1994) es un atleta mexicano especializado en natación adaptada.

## Trayectoria
Comenzó a nadar en 1998 en su ciudad natal, Xalapa, motivado por sus padres que son educadores físicos. Estudió licenciatura en Dirección y Administración del Deporte en la Universidad Anáhuac.
Compitió en los Juegos Paralímpicos de Río 2016, obteniendo quinto lugar en la prueba de 50 metros espalda. En los Juegos Parapanamericanos Lima 2019 obtuvo cinco medallas de oro. En el Campeonato Mundial de Para Natación Londres 2019 ganó cuatro medallas de oro y su calificación a los Juegos Paralímpicos de Tokio 2020, siendo designado abanderado de la delegación mexicana junto a Rosa María Guerrero.  Formó parte de la delegación mexicana en los Juegos Paralímpicos de Tokio 2020, justa en la que ganó medalla de oro en la prueba de 50 metros libre S3, medalla de plata en los 200 metros libres S3 y bronce en los 50 metros espalda S3.

## Palmarés internacional
| Juegos Parapanamericanos | Juegos Parapanamericanos | Juegos Parapanamericanos | Juegos Parapanamericanos            |
| Año                      | Lugar                    | Medalla                  | Competición                         |
| ------------------------ | ------------------------ | ------------------------ | ----------------------------------- |
| 2019                     | Lima ( Perú)             | Medalla de oro           | 100m Libre Masculino S3             |
| 2019                     | Lima ( Perú)             | Medalla de oro           | 200m Libre Masculino S3             |
| 2019                     | Lima ( Perú)             | Medalla de oro           | 150m Comb.Indiv. Masc SM3 (SM1-SM2) |
| 2019                     | Lima ( Perú)             | Medalla de oro           | 50m Libre Masculino S3              |
| 2019                     | Lima ( Perú)             | Medalla de oro           | 50m Mariposa Masculino S4 (S1-S3)   |
| 2021                     | Tokio ( Japón)           | Medalla de oro           | 50 metros libres S3                 |
| 2021                     | Tokio ( Japón)           | Medalla de plata         | 200 metros libres S3                |
| 2021                     | Tokio ( Japón)           | Medalla de bronce        | 50 metros espalda S3                |

## Premios y reconocimientos
- Premio Nacional del Deporte, 2019.